# Шатийон (О-де-Сен)
Шатийон (фр. Châtillon) — город и коммуна во французском департаменте О-де-Сен,  округ Антони, административный центр кантона Шатийон.

## Географическое положение
Шатийон находится в 8 км к юго-западу от Парижа и связан с ним метро и автобусными маршрутами. Также возле станции метро «Шатийон — Монруж» начинается линия трамвая на шинах Т6.

## Города-побратимы
- Дженцано-ди-Рома, Италия
- Мерзебург, Германия
- Ратцебург, Германия